# Bentley Continental
Bentley har använt namnet Continental på ett antal bilar sedan 1952:
- 1952–1955 Bentley R-type Continental
- 1955–1965 Bentley S-type Continental
- 1984–1995 Bentley Continental
- 1991–2002 Bentley Continental R
- 1994–1995 Bentley Continental S
- 1996–2002 Bentley Continental T
- 2003– Bentley Continental GT
- 2005– Bentley Continental Flying Spur
- 2006– Bentley Continental GTC

Continental-modeller from 1955 och framåt
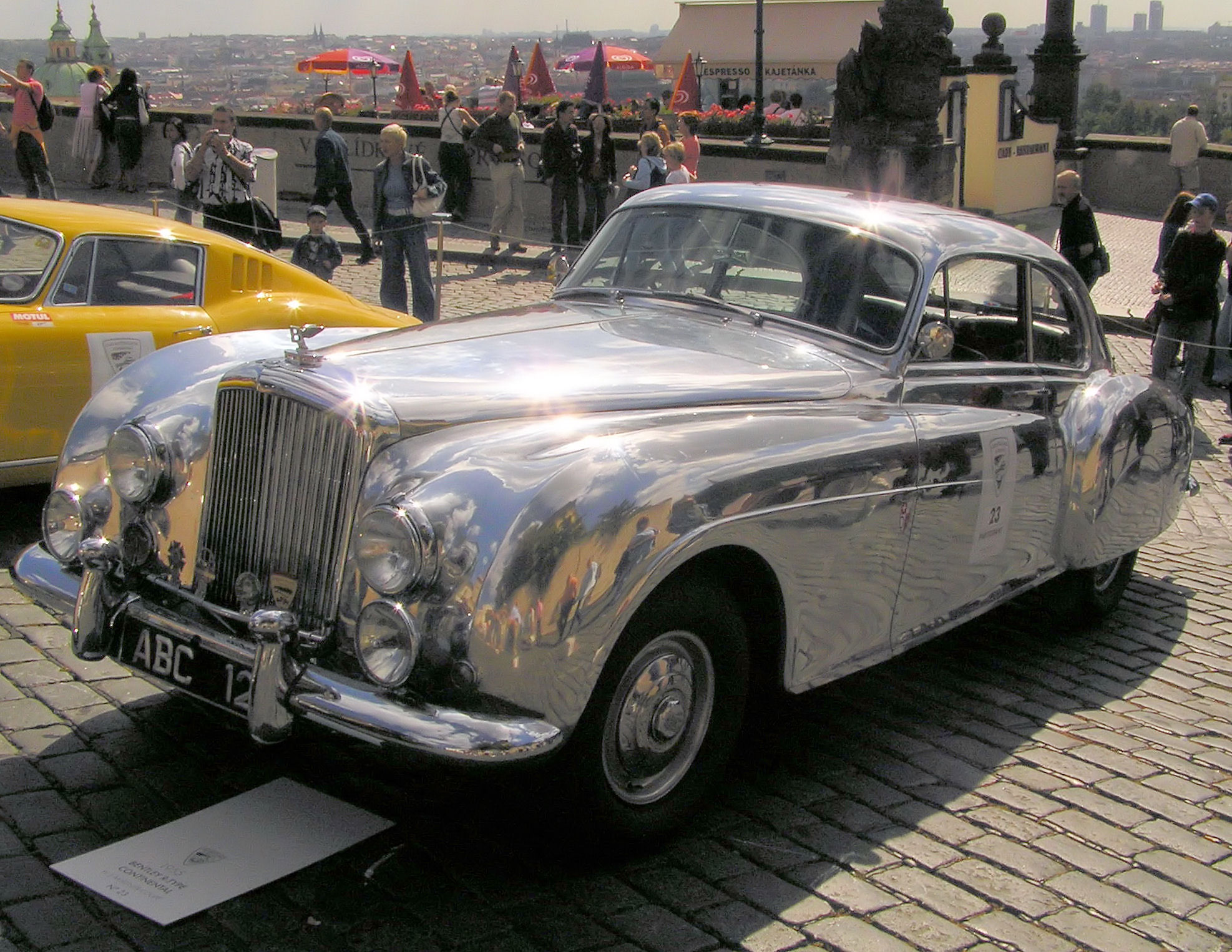
1955 Bentley R Continental
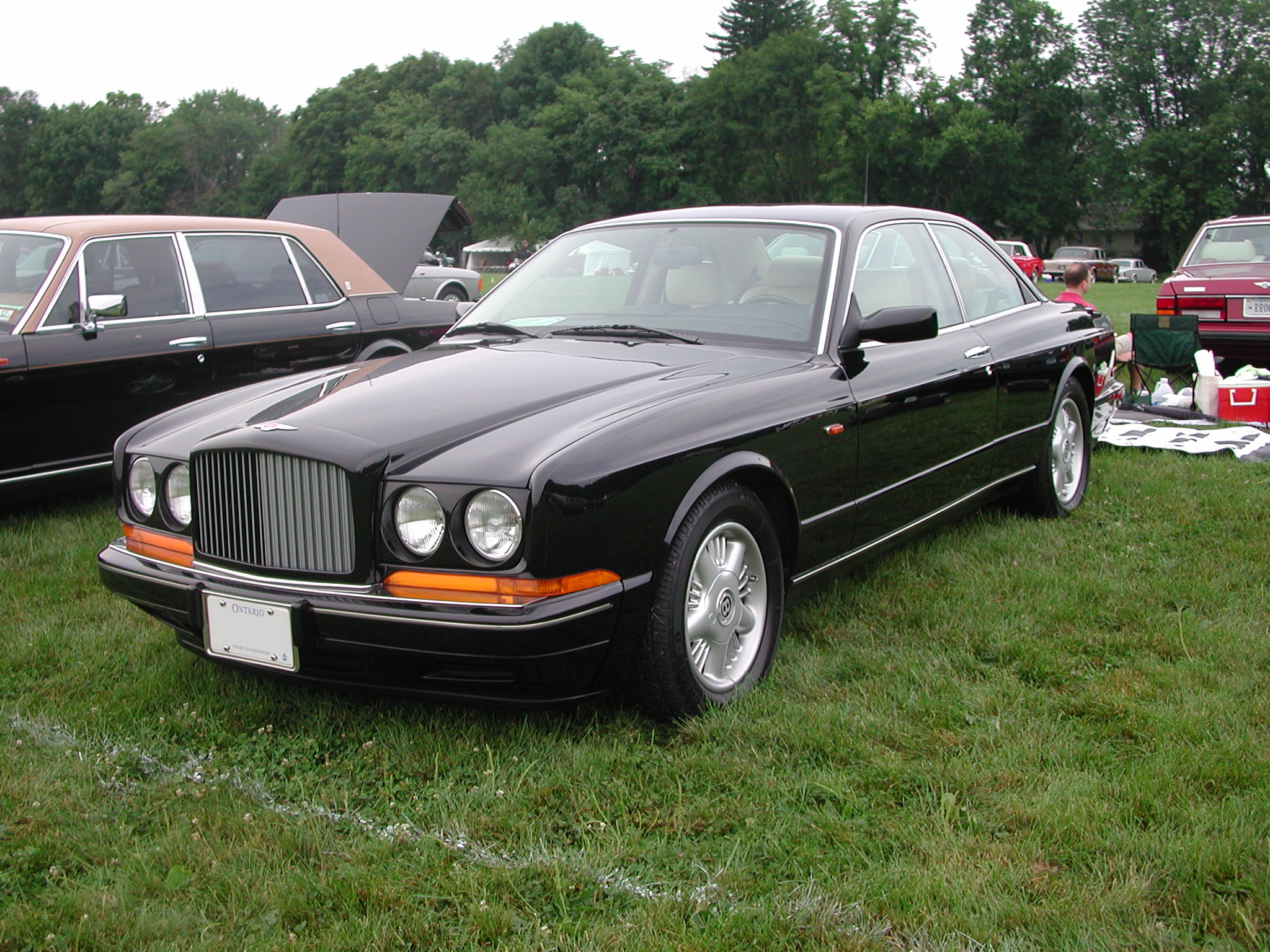
1998 Bentley Continental R
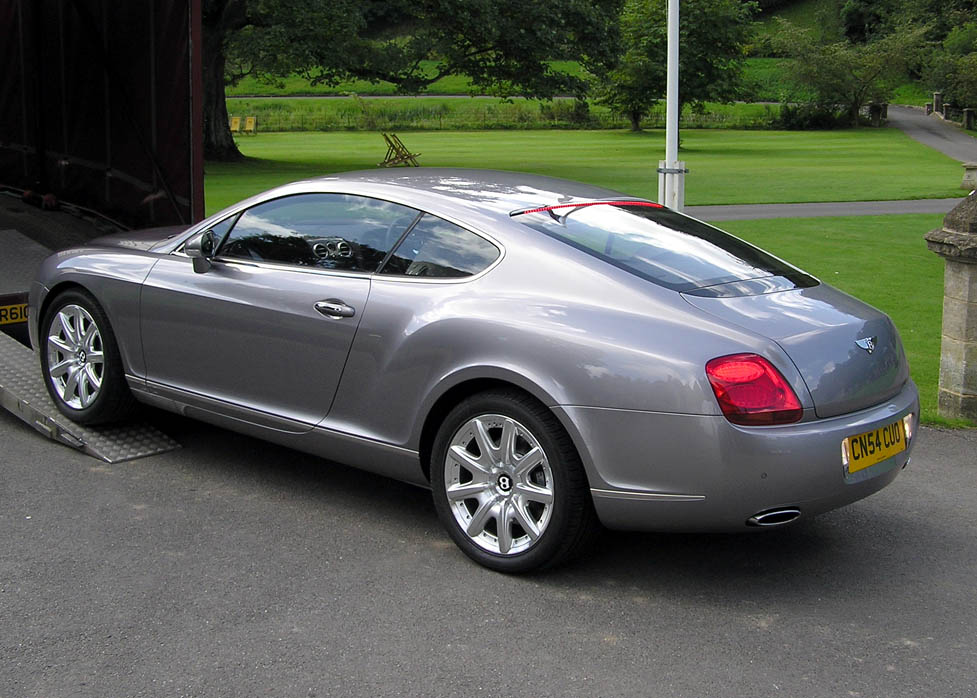
Bentley Continental GT